# Fångad av en stormvind
Chansons représentant la Suède au Concours Eurovision de la chanson
Som en vind
(1990) I morgon är en annan dag
(1992)
Chansons ayant remporté le Concours Eurovision de la chanson
 Insieme: 1992
(1990)  Why Me?
(1992)
Fångad av en stormvind (« Prise dans un ouragan »), est la chanson gagnante du Concours Eurovision de la chanson 1991, interprétée par la chanteuse suédoise Carola représentant la Suède.
La chanson a également été enregistrée par Carola dans une version anglaise intitulée Captured By a Lovestorm (« Capturé par une tempête d'amour »).

## À l'Eurovision
Elle est intégralement interprétée en suédois, langue nationale, comme l'impose la règle entre 1976 et 1999.
Arrivée à égalité de points avec C'est le dernier qui a parlé qui a raison d'Amina représentant la France, Fångad av en stormvind remporte néanmoins le concours car elle a reçu plus de « 10 points » de la part des autres pays que la chanson française.

## Classements

### Classements hebdomadaires
| Classement (1991)                      | Meilleure position |
| -------------------------------------- | ------------------ |
| Autriche (Ö3 Austria Top 40)           | 22                 |
| Belgique (Flandre Ultratop 50 Singles) | 15                 |
| Norvège (VG-lista)                     | 6                  |
| Pays-Bas (Single Top 100)              | 65                 |
| Suède (Sverigetopplistan)              | 3                  |